# Gäddtjärnen (Ljusdals socken, Hälsingland, 688895-150416)
Gäddtjärnen är en sjö i Ljusdals kommun i Hälsingland och ingår i Ljusnans huvudavrinningsområde.